# Starlight (пісня)
«Starlight» (укр. «Світло зірок») — пісня англійського альтернативного рок-гурту Muse з їх четвертого студійного альбому Black Holes and Revelations (2006), слова з якої дали назву альбому. Він вийшов як другий сингл цього альбому 4 вересня 2006 року у Великій Британії.
Пісня досягла 13 позиції в чарті Великої Британії. Це був другий сингл в Сполучених Штатах, що досяг другої позиції в чарті Modern Rock Tracks. Уперше наживо пісня прозвучала в прямому ефірі під час фестивалю Radio 1's Big Weekend влітку 2006 року.

## Про пісню
«Starlight» написав фронтмен Метью Белламі і спродюсував Річ Кості. Белламі зазначив, що він вперше написав пісню на човні в погану погоду. Басист Кріс Волстенголм зазначив, що це «любовна пісня про сум за кимось, друзями, родиною, коханою людиною».
Слова з цієї пісні дали назву альбому:
|  | Our hopes and expectations Наші надії і очікування Black holes and revelations Чорні діри і одкровення |

За даними нот, опублікованими на Musicnotes.com видавництвом Sony/ATV Music Publishing, «Starlight» є альтернативною рок-піснею. Вона має розмір 4/4 і виконується в помірному темпі — 121,5 ударів на хвилину з пришвидшенням на бріджі до 122.5 ударів на хвилину. Тональність — сі мажор із діапазоном вокалу Белламі від соль-дієз 3 октави до сі 4-ї.
Коли пісню виконують наживо, вона переноситься на півтону вниз до сі-бемоль мажор. Це було помітно під час виступу гурту на фестивалі Reading 2006 року і протягом HAARP.

## Виробництво
Волстенголм описав «Starlight» як найскладнішу пісню з альбому для запису, стверджуючи, що вона «була однією з пісень, через яку ми ходили по колу, і записали шість або сім різних версій».

## Альтернативні версії
Альтернативний мікс «Starlight», знаний як «New Mix», «Radio Mix» чи «Radio Version» поширювався тільки для рекламних ЗМІ. Ця версія була, ймовірно, створена, щоб втиснути пісню в радіоформат.

## Музичне відео
Muse працювали з Полом Майнором над відеокліпом, який було знято в Лос-Анджелесі. На відео гурт виступає на палубі теплохода Ocean Chie, на невеликому балкері, а також запускають фальшфейєри, у спробі врятуватись, але зрештою, це не вдається і вони залишаються покинутими. Це пов'язується з текстом пісні, в якому згадується кораблі і занедбаності.
Белламі в інтерв'ю The Sunday Mail заявив, що вони хотіли «створити ідею, наче гурт загублений в морі, тому що ми бачимо себе зовні того, що відбувається на музичній сцені.» Він також розповів виданню, що «це було епічне відчуття — грати на величезній платформі з морем всюди навколо нас».

## Комерційне використання
Пісня «Starlight» грала в невеликому культового серіалу «Єрихон» у 2006 році. Також використовувалась в кліпах Національної футбольної ліги і NCAA в сезонах 2009 року. Цю пісню можна почути під час фінальних титрів фільм «Турист», головні ролі в якому зіграли Анджеліна Джолі і Джонні Депп, і в трейлері фільму «Це безглузде кохання» і пісня використовується в назві послідовності для міжнародного футболу за Скай Спорт. Пісня грала в ютубі відео «переживає !» за участю Кеті Перрі.

## Критичне сприйняття
«Starlight» отримала загалом позитивні відгуки. MusicOMH заявив, що «трек добре звучить по радіо по дорозі додому», зазначивши, що він «демонструє ще одну грань музики групи та приголомшливі масштаби її чарівності». Рецензент Leeds Music Scene Марія Пінто-Фернандес опублікувала схвальну рецензію з результатом 4,5 зірки із 5. У своєму огляді вона зазначила, що «музичні аранжування треку виникли не випадково». Вона також зазначила, що з компакт-диска пісня звучить так само пристрасно, як і наживо. Недоброзичливий коментар надійшов від рецензента New Musical Express: «Мелодія пісні передбачає таку жагу до потрапляння в чарти, що практично обнімає ноги JK and Joel». Утім, «Starlight» став одним із найвідоміших пісень Muse, мав значну міжнародну ротацію на радіо, а після її виходу виконувався наживо практично на всіх концертах гурту.

## Список композицій
| 7" 1. «Starlight» — 3:59 2. «Supermassive Black Hole» (Phones Control Voltage Mix) — 4:19 CD 1. «Starlight» — 3:59 2. «Easily» — 3:40 | DVD 1. «Starlight» (video) — 4:07 2. «Starlight» (audio) — 3:59 3. «Starlight» (making of the video) 4. «Hidden Track» |

## Хіт-паради та сертифікації
| Чарт(2006/2007)                                | Найвища позиція |
| ---------------------------------------------- | --------------- |
| Австралія (ARIA)                               | 46              |
| Бельгія (Ultratip Flanders)                    | 2               |
| Бельгія (Ultratip Wallonia)                    | 6               |
| Канада (Canadian Hot 100)                      | 69              |
| Франція (SNEP)                                 | 26              |
| Німеччина (Official German Charts)             | 70              |
| Ірландія (IRMA)                                | 23              |
| Італія (FIMI)                                  | 13              |
| Нідерланди (Dutch Top 40)                      | 52              |
| Норвегія (VG-lista)                            | 10              |
| Швейцарія (Media Control AG)                   | 30              |
| UK Singles (The Official Charts Company)       | 13              |
| США (Alternative Songs) (Billboard)            | 2               |
| США Bubbling Under Hot 100 Singles (Billboard) | 1               |

| Регіон                                                                                          | Сертифікація | Продажі   |
| ----------------------------------------------------------------------------------------------- | ------------ | --------- |
| Канада (Music Canada)                                                                           | Золотий      | 40 000*   |
| Італія (FIMI)                                                                                   | Золотий      | 15 000    |
| Мексика (AMPROFON)                                                                              | Золотий      | 30 000*   |
| Велика Британія (BPI)                                                                           | Срібний      | 200 000^  |
| США (RIAA)                                                                                      | Платиновий   | 1 000 000 |
| *продажі, що базуються лише на сертифікаціях ^відвантаження, що базуються лише на сертифікаціях |              |           |